# Forcipestricis magnioculis
Forcipestricis magnioculis är en stekelart som beskrevs av Hayat 2003. Forcipestricis magnioculis ingår i släktet Forcipestricis och familjen sköldlussteklar. Inga underarter finns listade i Catalogue of Life.